# Карпов, Евгений Александрович
Евгений Александрович Карпов — советский хозяйственный деятель.

## Биография
Родился в 1931 году в Москве. Член КПСС.
Окончил Московский индустриально-конструкторский техникум.
В 1950—1959 гг. — инженер на строительстве Чепецкого механического завода в Глазове, руководитель подразделения строительно-монтажного управления в Свердловске-45.
В 1959—1994 гг. — директор Нижнетуринского машиностроительного завода.
В 1994—2011 гг. — директор музея Нижнетуринского завода.
За участие в создании специальной техники — высоконаучного оборудования для регенерации отработанного ядерного топлива был удостоен Государственной премии СССР 1990 года закрытым Постановлением Совета Министров СССР и ЦК КПСС.
Жил в Нижней Туре.

## Награды
- Орден Ленина
- Орден Октябрьской Революции
- Орден Трудового Красного Знамени